# C++
C++ (AFI: /ˈsiː plʌs plʌs/) è un linguaggio di programmazione ad uso generale creato dall'informatico danese Bjarne Stroustrup. Pubblicato per la prima volta nel 1985 come estensione del linguaggio C, è stato nel tempo esteso notevolmente. Dal 1997 C++ ha caratteristiche per la programmazione funzionale, generica e orientata agli oggetti, oltre a strutture per la gestione a basso livello della memoria. Quasi sempre implementato come linguaggio compilato, esistono molti compilatori di C++ creati da varie organizzazioni, tra cui Free Software Foundation, LLVM, Microsoft, Intel, Embarcadero, Oracle e IBM.
C++ fu progettato con in mente la programmazione di sistemi e software integrati o a risorse limitate, presentando come punti salienti prestazioni, efficienza e flessibilità. C++ è stato anche ritenuto utile in molti contesti, con i suoi punti di forza nell'infrastruttura e nell'ottimizzazione di risorse limitate, come applicazioni, videogiochi, server (ad esempio commercio elettronico, ricerca in rete o basi dati), nonché in applicazioni dove le prestazioni sono critiche, come centralini telefonici o sonde spaziali.
Bjarne Stroustrup cominciò a lavorare su C++ presso i Bell Labs dal 1979 per estendere il linguaggio C, con lo scopo di ottenere un linguaggio flessibile ed efficiente come C ma capace di permettere operazioni ad alto livello per l'organizzazione di grandi progetti. A partire dal 1998, C++ è normato dall'International Organization for Standardization (ISO), che dopo la versione ISO/IEC 14882:1998, nota come C++98, ha pubblicato le versioni C++03, C++11, C++14, e C++17 e C++20 e C++23. Dal 2012, la distribuzione di nuove versioni segue un piano triennale, per cui la prossima versione pianificata è C++26.

## Storia

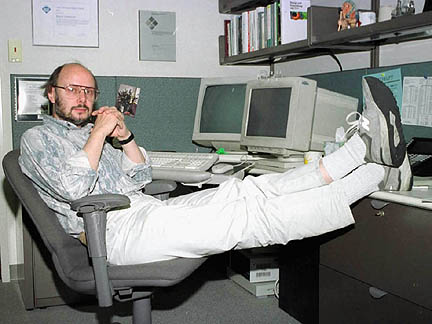
Bjarne Stroustrup, autore del linguaggio.

Bjarne Stroustrup iniziò a lavorare al linguaggio nel 1979. L'idea di creare un nuovo linguaggio ebbe origine nelle sue esperienze di programmazione durante la realizzazione della tesi di laurea. Stroustrup trovò che il Simula avesse caratteristiche utili per lo sviluppo di grossi progetti software, ma il linguaggio era troppo lento per l'utilizzo pratico, mentre il BCPL risultava veloce ma troppo a basso livello per lo sviluppo di grosse applicazioni. Quando Stroustrup cominciò a lavorare ai laboratori Bell, gli fu affidato il compito di analizzare il kernel di Unix in ambito di elaborazione distribuita. Ricordandosi del lavoro della tesi, decise di aggiungere al linguaggio C alcune delle caratteristiche di Simula. Fu scelto il C perché era un linguaggio per uso generico portabile e veloce. Oltre al C ed al Simula, si ispirò a linguaggi come l'ALGOL 68, Ada, il CLU ed il linguaggio ML. Inizialmente, le funzionalità di classe, classe derivata, controllo rigoroso dei tipi e argomento di default furono aggiunte al C con Cfront. La prima versione commerciale fu distribuita nell'ottobre del 1985.
Nel 1983 il nome del linguaggio fu cambiato da "C con classi" a C++. Furono aggiunte nuove funzionalità, tra cui funzioni virtuali, overloading di funzioni e operatori, reference, costanti, controllo dell'utente della gestione della memoria, type checking migliorato e commenti nel nuovo stile ("//"). Nel 1985 fu pubblicata la prima edizione di The C++ programming Language, che fornì un'importante guida di riferimento del linguaggio, che non era ancora stato ufficialmente standardizzato. Nel 1989 fu distribuita la versione 2.0 del C++, le cui novità includono l'ereditarietà multipla, le classi astratte, le funzioni membro statiche, le funzioni membro const, e i membri protetti. Nel 1990 fu pubblicato The Annotated C++ Reference Manual, che fornì le basi del futuro standard. Le ultime aggiunte di funzionalità includono i template, le eccezioni, i namespace, i nuovi tipi di cast ed il tipo di dato booleano.
Così come il linguaggio, anche la libreria standard ha avuto un'evoluzione. La prima aggiunta alla libreria standard del C++ è stata la libreria degli stream di I/O che forniva servizi sostitutivi della libreria C tradizionale (come printf e scanf). In seguito, tra le aggiunte più significative c'è stata la Standard Template Library.
Dopo anni di lavoro, un comitato che presentava membri della ANSI e della ISO hanno standardizzato C++ nel 1998 (ISO/IEC 14882:1998). Per qualche anno seguente alla pubblicazione ufficiale degli standard, il comitato ha seguito lo sviluppo del linguaggio e ha pubblicato nel 2003 una versione corretta dello standard.
Risale al 2005 una relazione tecnica, chiamata "Technical Report 1" (in sigla TR1) che, pur non facendo ufficialmente parte dello standard, contiene un numero di estensioni alla libreria standard del C++11.
Non c'è un proprietario del linguaggio C++, che è implementabile senza dover pagare royalty. Il documento di standardizzazione stesso però è disponibile solo a pagamento.

### Genesi del nome
La pronuncia di C++ è [ˌsiː plʌs ˈplʌs] (in inglese). Il nome fu suggerito da Rick Mascitti alla metà del 1983, quando il linguaggio veniva usato per la prima volta al di fuori dei centri di ricerca. Precedentemente il linguaggio si chiamava "C with classes" (C con classi). Il nome è un gioco di parole con un costrutto del C (dove il doppio segno più è l'operatore di autoincremento, che incrementa di una unità il valore di una variabile) insieme con la comune convenzione di aggiungere un segno più per indicare una versione potenziata. Secondo Stroustrup: «++ è l'operatore di incremento del C [...] il nome esprime la natura evoluzionaria dei cambiamenti dal C». Impiegando il gioco di parole si evita anche il problema che "C+" è già stato usato per un linguaggio senza alcun nesso col C++ (senza menzionare che è comunemente associato con una valutazione poco più che sufficiente in una performance accademica).
Quando, nel 1992, gli furono chieste informalmente spiegazioni sul nome, Rick Mascitti ha spiegato di aver dato il suggerimento con spirito goliardico, e che non pensava che quello sarebbe divenuto il nome formale del linguaggio. Stroustrup ha anche suggerito a posteriori un'interpretazione orwelliana del nome, in riferimento al "Dizionario C" della Neolingua - nel romanzo il dizionario dei termini tecnici, unico residuo di un linguaggio scientifico - descritto nell'appendice di 1984 e al prefisso doubleplus (arcipiù nell'edizione italiana), utilizzato in Neolingua per il superlativo. Benché non fedelissimo alla sintassi fittizia definita nel romanzo con estrema precisione, il nome suonerebbe come "C-issimo" e connoterebbe comunque il C++ come intenso miglioramento del C.

## Descrizione

### Linguaggio
La prima parte dello standard definisce le caratteristiche fondamentali del linguaggio. Lo standard suddivide questa parte in argomenti:
- la dichiarazione e definizione delle variabili, incluso il loro ciclo di vita, come sono modellate in memoria e i tipi fondamentali
- le espressioni e la loro grammatica, come si definiscono, come si compongono (per esempio usando gli operatori) e come avvengono le conversioni tra di loro
- le strutture di controllo quali ad esempio if, for, while, break, return
- dichiarazioni e inizializzatori in generale: funzioni, enum, namespace, attributi e gli specificatori come static, friend e inline
- i moduli
- le classi
- overload di funzioni e operatori
- i template
- le eccezioni
- le direttive del preprocessore

La sintassi di base del C++ è un'estensione di quella del linguaggio C. Alcuni punti in cui le differenze sono visibili sono la presenza di numerose parole chiave specifiche del linguaggio C++ e l'utilizzo di funzionalità specifiche come i template e i reference rvalue.
Lo stile di programmazione (definito anche come paradigma) supportato dal C++ non è unico. Si può scrivere codice usando uno stile procedurale o basato sull'astrazione dei dati (mediante l'uso di interfacce) od orientato agli oggetti o in stile generico. La possibilità di utilizzare oggetti come funzioni sin da C++98 permette di utilizzare anche lo stile funzionale, cosa facilitata dalle funzionalità aggiunte da C++11 e versioni successive.

### Libreria standard
La seconda parte dello standard del C++ riguarda la libreria standard; quest'ultima è un insieme di componenti di cui una porzione importante è la Standard Template Library (STL). La STL era in origine una libreria di terze parti, sviluppata da HP e in seguito da Silicon Graphics, prima che venisse incorporata nel C++ standard. Lo standard non si riferisce a essa come alla "STL", poiché è semplicemente parte della libreria completa, ma molti continuano a usare il termine per distinguerla dal resto della libreria (come flussi di I/O, internazionalizzazione, funzioni diagnostiche, ecc.).
Molti compilatori forniscono anche un'implementazione della libreria standard. Esistono anche versioni indipendenti dal compilatore della STL, come ad esempio la STLPort.
Esistono molte librerie per il C++ che non fanno parte dello standard ed è possibile, con il meccanismo della convenzione di linkage extern "C", utilizzare anche le librerie scritte per il linguaggio C. 

### Compilatori
Esistono svariati compilatori per C++ che supportano lo standard a diversi livelli di completezza. Tra i progetti free software/open source, esistono GCC (supporta numerose combinazioni di sistemi operativi e architetture) e Clang (a sua volta disponibile per molte piattaforme diverse, tra cui una versione per MacOS inclusa nell'IDE XCode di Apple). Esistono inoltre implementazioni proprietarie come Visual C++ per Microsoft Windows, Nvidia HPC C++ e HPE Cray CCE. Svariate versioni di compilatori basate su Clang/LLVM sono disponibili da compagnie come IBM con XL C/C++ (per AIX, Linux, z/OS, z/VM), Intel con oneAPI DPC++/C++ Compiler e Embarcadero C++ Compiler.
Lo standard del C++ non specifica l'implementazione della decorazione dei nomi, della gestione delle eccezioni e altre funzioni specifiche dell'implementazione, e ciò rende incompatibile il codice oggetto prodotto da compilatori diversi. Ci sono però standard di terze parti per particolari macchine o sistemi operativi che cercano di standardizzare i compilatori per tali piattaforme, ad esempio l'ABI per C++, e successivamente molti compilatori hanno standardizzato questi elementi.
Per molti anni i diversi compilatori hanno implementato lo standard del C++ con diversi livelli di correttezza, in particolare la specializzazione parziale dei template. Le versioni recenti dei compilatori più usati supportano quasi tutto lo standard C++20.

### Operatori
In C++, gli operatori sono punteggiature speciali che eseguono operazioni su uno o più operandi; questi possono essere classificati in diverse categorie, come logici, di assegnazione, booleani, ..., e consentono di scrivere espressioni e di manipolare dati in modo efficace all'interno del codice C++.

## Programmi di esempio (derivati da C)

### Hello world!
Esempio del programma hello world che utilizza la libreria standard C++ (non l'STL), il flusso di output cout per mostrare un messaggio e termina, restituendo ("return") un valore alla funzione chiamante, in questo caso il sistema operativo che ha lanciato il programma.
```
// libreria input output (per cout e endl)

#include
 
<iostream>

// uso dello spazio dei nomi standard (per evitare di mettere std:: prima di

// ogni istruzione)

using
 
namespace
 
std
;

int
 
main
()

{

    
cout
 
<<
 
"Hello World!"
 
<<
 
endl
;

    
// valore di ritorno del programma

    
return
 
0
;

}

```

### Differenza di decimali
Semplice programma che chiede all'utente di inserire due decimali, ne fa la differenza e ne visualizza il risultato.
Il C++ (come anche il C allo standard C99) implementa i commenti su riga singola tramite il doppio slash: //. Per i commenti su righe multiple si utilizza la stessa sintassi del C, ossia: /* (commento) */.
```
#include
 
<iostream>
 // per std::cout, std::cin e std::endl

using
 
namespace
 
std
;

int
 
main
()

{

    
// Inserimento della stringa sullo stream di output standard (stampa il

    
// messaggio a video) std::endl, oltre ad inserire una nuova linea sullo

    
// stream, svuota anche il buffer

    
cout
 
<<
 
"scrivi numero decimale"
 
<<
 
endl
;

    
// Definizione di una variabile e del relativo tipo (float, quindi decimale)

    
// Non è importante che le definizioni siano all'inizio del blocco di codice

    
float
 
numero1
;

    
// Lettura dallo stream standard di input di un decimale da memorizzare

    
// variabile "numero1"

    
cin
 
>>
 
numero1
;

    
cout
 
<<
 
"Inserire un altro numero decimale"
 
<<
 
endl
;

    
float
 
numero2
;

    
cin
 
>>
 
numero2
;

    
// La variabile "differenza" viene inizializzata con la differenza dei numeri letti

    
float
 
differenza
 
=
 
numero1
 
-
 
numero2
;

    
cout
 
<<
 
differenza
 
<<
 
endl
;

    
return
 
0
;

}

```

### Numero maggiore
Il programma chiede all'utente più numeri e mostra il maggiore fra quelli inseriti (interrompendo l'esecuzione quando viene inserito un numero negativo o nullo). Oltre all'int, il c++ utilizza anche il float per dichiarare variabili sia intere sia non intere.
```
#include
 
<iostream>

using
 
namespace
 
std
;

int
 
main
()

{

    
float
 
m
(
0.0
);

    
float
 
x
;

    
do

    
{

        
cout
 
<<
 
"Inserire un numero positivo (negativo o nullo per uscire): "
;

        
cin
 
>>
 
x
;

        
if
 
(
x
 
>
 
m
)

            
m
 
=
 
x
;

    
}
 
while
 
(
x
 
>
 
0.0
);

    
cout
 
<<
 
"Il numero maggiore era "
 
<<
 
m
 
<<
 
endl
;

    
return
 
0
;

}

```

### Somma dei primi n numeri naturali
Esempio di un programma che, inserito un numero n, calcola e stampa la somma dei primi n numeri naturali.
```
// Libreria input output

#include
 
<iostream>

using
 
namespace
 
std
;

int
 
main
()

{

    
int
 
n
;
 
// Dichiarazione della variabile n

    
int
 
somma
 
=
 
0
;
 
// Dichiaro la variabile che conterrà la somma e la imposto uguale a 0

    
cout
 
<<
 
"Inserisci il numero: "
;

    
cin
 
>>
 
n
;
 
// leggo da tastiera il valore di n

    

    
for
 
(
int
 
i
 
=
 
0
;
 
i
 
<=
 
n
;
 
i
++
)
 
// per i che va da 0 a n

        
somma
 
=
 
somma
 
+
 
i
;
 
// aggiungo i alla somma complessiva

    

    
cout
 
<<
 
"La somma dei primi "
 
<<
 
n
 
<<
 
" numeri naturali e': "
 
<<
 
somma
 
<<
 
endl
;

    
return
 
0
;

}

```

### Area di un rettangolo
Il calcolo dell'area di una figura piana come il rettangolo è qui sottoesposto:
```
#include
 
<iostream>

using
 
namespace
 
std
;

int
 
main
()

{

    
float
 
base
,
 
altezza
,
 
areaRettangolo
;

    
cout
 
<<
 
"Questo programma calcola l'area di un rettangolo."
 
<<
 
endl
;

    
cout
 
<<
 
"Quanto vale la base? "
;

    
cin
 
>>
 
base
;

    
cout
 
<<
 
"Quanto vale l'altezza? "
;

    
cin
 
>>
 
altezza
;

    
areaRettangolo
 
=
 
base
 
*
 
altezza
;

    
cout
 
<<
 
"L'area vale: "
 
<<
 
areaRettangolo
 
<<
 
endl
;

    
return
 
0
;

}

```

### Definizione di Classe
```
#include
 
<iostream>

using
 
namespace
 
std
;

class
 
Message

{

public
:

    
Message
(
const
 
string
&
 
subject
,
 
const
 
string
&
 
from
)
:

        
subject_
(
subject
),
 
from_
(
from
)

    
{}

    
const
 
string
&
 
getSubject
()
 
const
 
{
 
return
 
subject_
;
 
}

    
const
 
string
&
 
getFrom
()
 
const
 
{
 
return
 
from_
;
 
}

private
:

    
string
 
subject_
;

    
string
 
from_
;

};

```

Un semplice utilizzo della classe appena definita e implementata può essere:
```
#include
 
<iostream>

using
 
namespace
 
std
;

int
 
main
()

{

    
// Inizializzazione di un'istanza della classe Message

    
Message
 
mess
(
"Saluti"
,
 
"Pippo"
);

    
// Saluti da Pippo

    
cout
 
<<
 
mess
.
getSubject
()
 
<<
 
" da "
 
<<
 
mess
.
getFrom
();

    
return
 
0
;

}

```

### Generatore numeri casuali
Nell'esempio viene usato l'algoritmo Mersenne Twister. L'oggetto device, su sistemi Unix leggerà valori da /dev/random, l'oggetto random_algorithm viene inizializzato con un valore casuale letto da device. L'oggetto random_generator, che verrà infine utilizzato per generare il numero casuale desiderato sfrutterà l'entropia ottenuta chiamando random_algorithm() e si assicurerà di produrre valori nell'intervallo specificato in costruzione.
```
#include
 
<iostream>

#include
 
<random>

using
 
namespace
 
std
;

int
 
main
()

{

    
// Inizializza il generatore di numeri casuali

    
random_device
 
device
;

    
// Inizializza l'algoritmo di generazione di numeri casuali Mersenne Twister

    
// 19937

    
mt19937
 
random_algorithm
(
device
());

    
// Inizializza un oggetto che produrrà interi casuali da 0 a 100 con

    
// probabilità uniformi

    
uniform_int_distribution
<
int
>
 
random_generator
(
0
,
 
100
);

    
// Assegna alla variabile "casuale" a un numero casuale

    
int
 
casuale
 
=
 
random_generator
(
random_algorithm
);

    
// Comunica il numero casuale generato

    
cout
 
<<
 
"Numero casuale generato: "
 
<<
 
casuale
;

    
// Output:

    
// Numero casuale generato: [0, 100]

    
return
 
0
;

}

```

Il programma in questo caso genera un numero casuale tra 100 e 0.

### Ciclo for
```
#include
 
<iostream>

using
 
namespace
 
std
;

int
 
main
()
 

{

    

    
for
 
(
int
 
numero
 
=
 
0
;
 
numero
<
10
;
 
numero
++
)
 

    
{

        
cout
<<
"Numero vale: "
<<
numero
<<
endl
;

    
}

    

    
return
 
0
;

}

```

Nel caso in esempio, finché numero è minore di 10, il programma continua a ripetere la stringa Numero vale: numero incrementando ad ogni fine del ciclo il valore numero di uno (numero++).

## Il controllo dell'input
Un costrutto che si trova spesso nella programmazione in C++ è:
```
do

{

    
// ...

}
 
while
 
(
condizione
);

```

utilizzato per ripetere l'esecuzione di una parte del programma dipendente da una specifica condizione, enunciata nel while.
Il costrutto do-while implica che il ciclo sia eseguito almeno una volta, poiché la condizione è testata alla fine del corpo di istruzioni specificate dal do.
L'uso del singolo while invece implica che il ciclo possa anche non essere mai eseguito, se la condizione si trovasse ad essere subito non verificata.
Programma: dati due numeri ed un operatore (+ - * /) calcolarne il risultato:
```
#include
 
<iostream>

#include
 
<limits>

using
 
namespace
 
std
;

int
 
main
()

{

    
double
 
a
,
 
b
,
 
r
;

    
// Inserimento dell'input: operandi e segno

    
char
 
s
;

    
cout
 
<<
 
"Inserisci il primo operando: "
;

    
cin
 
>>
 
a
;

    
cout
 
<<
 
"
\n
Inserisci il secondo operando: "
;

    
cin
 
>>
 
b
;

    
cout
 
<<
 
"
\n
Inserisci un segno: "
;

    
do

    
{

        
cin
 
>>
 
s
;

        
if
 
(
s
 
!=
 
'+'
 
&&
 
s
 
!=
 
'-'
 
&&
 
s
 
!=
 
'*'
 
&&
 
s
 
!=
 
'/'
)

        
{

            
cerr
 
<<
 
"
\n
Errore: segno non corretto."
 
<<
 
endl
;

            
cout
 
<<
 
"Inserisci un segno: "
;

        
}

        
// != significa 'non uguale a', && corrisponde alla AND booleana

    
}
 
while
 
(
s
 
!=
 
'+'
 
&&
 
s
 
!=
 
'-'
 
&&
 
s
 
!=
 
'*'
 
&&
 
s
 
!=
 
'/'
);

    
// Calcolo del risultato, in base al segno immesso

    
switch
 
(
s
)

    
{

        
case
 
'+'
:

            
r
 
=
 
a
 
+
 
b
;

            
break
;

        
case
 
'-'
:

            
r
 
=
 
a
 
-
 
b
;

            
break
;

        
case
 
'*'
:

            
r
 
=
 
a
 
*
 
b
;

            
break
;

        
default
:
 
// In caso nessuna delle precedenti condizioni si verifichi...

            
r
 
=
 
a
 
/
 
b
;

    
}

    
cout
 
<<
 
"
\n
Il risultato "
 
<<
 
(
char
)
 
0x8a
 
<<
 
": "
 
<<
 
r
 
<<
 
endl
;

    
// 0x8a indica il carattere ASCII 8A (138 in esadecimale) ovvero la 'e' con

    
// accento grave (è) (char) tra parentesi indica un'operazione di cast,

    
// conversione forzata.

    
cin
.
ignore
(
numeric_limits
<
streamsize
>::
max
(),
 
'\n'
);

    
cin
.
get
();

    
return
 
0
;

}

```

In questo caso, l'istruzione do è stata utilizzata per impedire al programma di proseguire l'esecuzione con un valore del parametro s non corretto.
Scrittura di file:

Il programma mostrato di seguito crea un file chiamato "prova.txt" e ci scrive dentro "Hello world".
```
// Per il cout

#include
 
<iostream>

// Per la gestione dei file

#include
 
<fstream>

// Per evitare di scrivere

// std::cout, std::end, std::ofstream

using
 
namespace
 
std
;

// Funzione principale

int
 
main
()

{

    
cout
 
<<
 
"Apertura file"
 
<<
 
endl
;

    
// Inizializzo la classe ofstream

    
// Dando come parametro al costruttore

    
// Il nome del file da creare

    
ofstream
 
file
(
"prova.txt"
);

    
cout
 
<<
 
"Scrittura file"
 
<<
 
endl
;

    
// Scrivo dentro al file

    
file
 
<<
 
"Hello world"
;

    
cout
 
<<
 
"Chiusura file"
 
<<
 
endl
;

    
// Chiudo il file

    
file
.
close
();

    
return
 
0
;

}

```